# カール・ハラー
カール・ハラー（Karl Harrer、1890年10月8日 - 1926年9月5日）は、ヴァイマル共和政ドイツのジャーナリスト・政治活動家。トゥーレ協会会員。国家社会主義ドイツ労働者党（ナチ党）の前身ドイツ労働者党の創設者の一人だが、後に追放された。

## 来歴

### トゥーレ協会
ハラーは第一次世界大戦期にはトゥーレ協会の一員として、『フェルキッシャー・ベオバハター』のスポーツ・ジャーナリストを務めていた。1918年3月に「よき講和のための労働者委員会」を設立した。1918年10月、協会員のルドルフ・フォン・ゼボッテンドルフから、思想を労働者に広めるために11月、Politischer Arbeiter-Zirke（労働者政治サークル、政治的労働者のサークル)を設立する任務を受け、同じく協会員のアントン・ドレクスラーと共に設立した。サークルでは反ユダヤ主義や民族主義を掲げ定期的な会合が開かれた。ハラーはサークルを小規模な政治グループとして維持することを望んでいたが、これに対しドレクスラーはサークルを政党化することを主張した。

### ドイツ労働者党
1918年12月、ドレクスラーは政党設立を提案し、最終的にハラー、ディートリヒ・エッカート、ゴットフリート・フェーダーも加わり、1919年1月5日にドイツ労働者党を結成した。結成時の党員は総勢24人で、ハラーは党議長に就任するが名誉職に過ぎず、実質的な権限は副議長のドレクスラーが握っていた。初めはトゥーレ協会の指示に従って党を運営していたが、1919年9月に入党したアドルフ・ヒトラーは党勢を拡大することを主張し、ハラーは「誇大妄想」と批判してヒトラーと対立し始めた。
1920年初頭、ヒトラーはトゥーレ協会の指示から離れ党の綱領を策定することを求めるが、ハラーは綱領策定に反対しトゥーレ協会の指示を受けることを主張したため、1月5日にヒトラーとドレクスラーによって党を追放された。ハラーの追放後、ドレクスラーが議長に就任し、フェーダーと共にヒトラーに協力して綱領を策定し、2月24日にミュンヘンのビアホール・ホフブロイハウスで開催された党大会において25カ条綱領を発表した。党名も国家社会主義ドイツ労働者党（ナチ党）に改称された。トゥーレ協会はナチ党の勢力拡大と共に影響力を失い、ナチ党の権力掌握後の1937年に解散した。
党追放後は目立った政治活動を行うこともなく、1926年9月5日にミュンヘンで死去した。